# Опольное
Опольное — деревня в Ивановском районе Ивановской области России, входит в состав Тимошихского сельского поселения.

## История
В 1981 году указом Президиума Верховного Совета РСФСР посёлки Дубровского торфопредприятия и кирпичного завода, фактически слившиеся в единый населенный пункт, объединены в посёлок Опольное.

## Население
| 2010 |
| ---- |
| 83   |

## Инфраструктура
Действовали в советское время Дубровское торфопредприятие и кирпичный завод.